# Kiruba
Kiruba era il nome di un gruppo musicale ecuadoriano formatosi attraverso la prima stagione del talent show Popstars in Ecuador.

## Storia del gruppo
Il gruppo era formato da  cinque giovani ragazze: María José Blum, Diana Rueda, Mariela Nazareno, Cecilia Calle e Gabriela Villalba. Il gruppo si è formato nel 2003 e si è sciolto ufficialmente nel 2004, per poi riunirsi come quartetto nel 2008 sotto il nome di Hada 4. Le Kiruba hanno ottenuto notevole successo in patria e discreti successi anche a livello internazionale. Si tratta della girlband di maggior successo in Ecuador fino ad ora. Il loro album di debutto Kiruba è stato triplo disco di platino in patria ottenendo successo anche a livello internazionale. Dopo lo scioglimento, Gabriela Villalba, ha lanciato una carriera solista e nel 2006 è entrata anche nel gruppo cileno Kudai dopo averne aperto i concerti

## Discografia

### Album
- 2003 - Kiruba
- 2004 - Baila La Luna

### Singoli
- 2003 - Quisiera
- 2003 - Camina
- 2003 - Como Extraño Tu Luz
- 2003 - Me Pierdo
- 2004 - Me Quedo Contigo
- 2004 - Vuelve A Mí
- 2008 - Estoy Volviéndome Loca  (come Hada 4)